# Londonski metro
Londonski metro (engleski: London Underground ili The Tube) sustav je rapidnog gradskog prijevoza, u obliku podzemno-nadzemne željeznice. Sustav opslužuje sâm grad London, kao i njegovo šire gradsko područje, i dalje. Londonski metro je najstariji sustav podzemne željeznice na svijetu. Prva linija otvorena je 10. siječnja 1863. godine.
Na mreži londonskog metroa postoji 11 linija, sa sveukupno 270 stanica. Nekoliko desetaka stanica je izvan upotrebe (nisu uključene u prethodno navedeni broj). Iako se najčešće na londonski metro referira kao na podzemnu željeznicu, ustvari je 55% prugâ metroa iznad zemlje (stoga je preostalih 45% podzemno). U razdoblju 2004. – 2005. metroom je proputovalo rekordnih 976 milijuna ljudi, odnosno 2,76 milijuna na dan.
Dana 7. srpnja 2005. londonski metro postao je metom samoubilačkih terorističkih napada.

## Povijest

### Početak
Početkom 19. stoljeća, s industrijskim razvojem i porastom broja stanovnika, u Londonu se javlja ozbiljan problem glede prijevoza. Za ovaj problem ubrzo se javilo rješenje – razvitak podzemne željeznice.
U to vrijeme, u Britaniji i širem području Londona radio je niz željezničkih poduzeća. Prvo poduzeće koja je počelo s izgradnjom bilo je Metropolitan Railways (današnja Metropolitan linija).
Metoda koji je u početku korištena (tzv. cut-and-cover) je bila, s današnje točke gledišta, krajnje neefikasna iako naizgled jednostavna. Ta metoda, cut-and-cover izgledala bi ovako: Odgovarajuća ulica, ispod koje je željeznica trebala prolaziti, bila bi iskopana do određene dubine. Nakon toga postavljane su tračnice i građen tunel od cigli. Po završetku izgradnje tunel se ponovo zakopavao. U ovakvoj metodi bilo je i mnogo problema i nedostataka: cestovni promet bio bi dugo vremena zatvoren; zgrade koje su se našle "na putu" trase bile su srušene; i još štošta.
Prva trasa bila je između Paddingtona i Ulice Farringdon (Farringdon Street) i bila je duga oko 4 km. Opsluživali su ju parni vlakovi (koji ostaju u prometu sve do 1971.), a vlakovi su prometovali u razmaku od deset minuta. Već prvog dana, 40000 ljudi se prevezlo (za to vrijeme) vrlo naprednim prijevoznim sredstvom.

### Daljnji razvoj
Uvidjevši isplativost ove ideje, niz drugih željezničkih poduzeća se priključilo izgradnji Undergrounda u nadolazećim godinama.
Druga izgrađena trasa bila je između Westminstera i Južnog Kensingtona (South Kensington). Ove dvije prve trase će se kasnije povezati i zajedno s drugim dijelovima oformiti današnju Kružnu liniju (Circle line). Do dan-danas, isti tuneli (s metodom cut-and-cover) su još u upotrebi.
Za prelazak preko Temze, od 1869. u upotrebi je tunel ispod same rijeke: bio je to prvi tunel takve vrste na svijetu. Uskoro je otvorena još jedna linija s tunelom ispod Temze – između Towera i Bermondseya. Ovu liniju su opsluživali vagoni vučeni sajlama.
Daljim razvitkom sustava, nedostaci cut-and-cover metode postajali su sve izraženiji. Zatvaranje prometnica za vrijeme radova izazivalo je velike prometne kolapse. Rad je bio izuzetno naporan i bilo je potrebno transportirati tisuće tona suvišne zemlje.
Osim ovih nedostataka, pojavio se i jedan značajniji. Naime, jer su svi tuneli bili na približno istoj, maloj dubini, usložnjavanjem sustava podzemnih linija ostajalo je sve manje mjesta za trasiranje bez presijecanja postojećih linija, što bi učinilo sustav neefikasnim, jer bi bilo potrebno zaustavljati vlakove zbog ukrštanja. Rješenje je bilo produbljavanje tunela, odnosno: izgradnja tzv. dubinskih tunela.
Za takve tunele, inženjeri su koristili relativno postojan sloj gline u zemljištu na dubini od približno 20 m. Posebni strojevi su korišteni za iskapanje uskih tunela (najčešće dva usporedna, jedan do drugog) u koje bi, zatim, bili umetani čelični prsteni i prerađeni čelični ili betonski elementi. Odatle i potiče popularan i općeprihvaćen naziv – The Tube (zbog karakterističnog oblika tunela; u prijevodu: Cijev). Ovakav način izgradnje je brži od cut-and-covera i ne ometa ostali promet.
Preduvjet za stvaranje tunela na ovakvoj dubini bio je da se, umjesto parnih, koriste električni vlakovi, jer bi ventilacija velike količine pare s te dubine bila nemoguća.
Prva dubinska linija bila je duga 5.2 km i spajala je središnji s južnim dijelom Londona. Početno je bilo planirano da po njoj prometuju vlakovi vučeni sajlama, međutim, na kraju je odlučeno u korist električnih vlakova. Ovime svijet dobiva svoju prvu elektrificiranu dubinsku liniju podzemne željeznice.

### 20. stoljeće
Dvadeseto stoljeće bilo je doba većeg procvata londonske podzemne željeznice. Otvara se niz novih linija, dok stare bivaju elektrificirane. Usporedno s razvojem sustava, vršilo se i spajanje pojedinačnih kompanija u jednu zajedničku (Underground Group) kojoj će se do početka Prvog svjetskog rata priključiti većina kompanija. Do 1933. formiran je Odbor za prijevoz putnika Londonom (London Passenger Transport Board) koji je nastao spajanjem svih kompanija i koji je pod kontrolom imao, uz metro, i autobusne, tramvajske i trolejbusne linije britanske prijestonice. Ova grupa je 1948. nacionalizirana.
Za vrijeme Drugog svjetskog rata, londonski metro radio je smanjenim kapacitetom. Mnoge stanice su postale skloništa, a jedan nedovršen tunel je pretvoren u privremenu tvornicu zrakoplova.
Informatička revolucija krajem 20. stoljeća u mnogome je izmijenila izgled londonskog metroa. Cijelom mrežom otad upravlja računalizirana centrala. Neke linije bivaju automatizirane. Primjerice, linije Jubilee, Central, Northern i Victoria imaju potpuno automatizirano upravljanje nad vlakovima pomoću ATO (Automatic Train Operation – Automatsko Upravljanje Vlakom) sustava. Jedina uloga vozača je da otvara i zatvara vrata i da u slučaju kvara automatskog sustava preuzme kontrolu nad vlakom.

### 7. srpanj 2005.
7. srpnja 2005. ostat će zapamćen kao najveća tragedija u povijesti londonskog metroa. U koordiniranom napadu bombaša samoubojica na željeznici su se dogodile 3 eksplozije u razmaku od 50 sekundi:
- Prva eksplozija dogodila se na Kružnoj (Circle) liniji između stanica Liverpool Street i Aldgate. Poginulo je 7 ljudi i bombaš.
- Druga eksplozija dogodila se također na Kružnoj (Circle) liniji. Taj vlak je tek napustio stanicu Edgware Road, a taj se dio linije sastoji od dva usporedna kolosijeka u jednom tunelu. U trenutku eksplozije vlak se nalazio pored drugog, koji je također oštećen. Poginulo je 6 ljudi i bombaš.
- Treća eksplozija dogodila se na liniji Piccadilly između stanica King’s Cross St. Pancras i Russell Square. Eksplozija se dogodila duboko između stanica u zadnjem dijelu vlaka. Ovo je jako otežalo spašavanje i kasniju sanaciju. Temperature u tom dijelu tunela bile su oko 60 °C. Poginulo je 26 ljudi i bombaš.

Za razliku od prve dvije eksplozije koje su se odigrale u poprilično širokim tunelima Kružne (Circle) linije, treća eksplozija se odigrala u uskim tunelima dubinskih linija. Vlak je bio na dubini od 30 metara, a tunel je takvih dimenzija da sa svake strane vlaka ima tek 15 centimetara slobodnog prostora. Zbog toga je snaga eksplozije bila koncentriranija te su žrtve bile brojnije. Na brojnost žrtava utjecala je i činjenica da su se eksplozije odigrale za vrijeme jutarnje gužve.
U eksplozijama je ozlijeđeno oko 600 ljudi.
Iako ostaje u sjeni ljudskih gubitaka, materijalna šteta koje su eksplozije prouzrokovale bila je vrlo velika. Prijevoz podzemnom željeznicom obustavljen je do kraja tog dana. Prometni kolaps koji je uslijedio jedan je od najvećih u povijesti Londona. Nekoliko mjeseci poslije napada promet u podzemnoj se nije odvijao uobičajeno.
Prije ovih eksplozija, dvije najpogubnije nesreće u podzemnoj bile su nesreća na Northern liniji iz 1975. i požar na stanici King’s Cross iz 1987. Nijedna od navedenih nije bila izazvana namjerno.

## Linije i pruge
Londonski metro ima ukupno 11 linija ukupne duljine 402 km, od kojih neke završavaju izvan područja Velikog Londona (Greater London).

### Četiri tračnice
Na svim linijama u upotrebi je sustav s četirima tračnicama. Dvije tračnice su konvencionalne i preko njih se vlak kreće, dok su druge dvije (tzv. treća i srednja tračnica) pod naponom. Londonski metro je jedan od malobrojnih sustava koji koristi četiri tračnice. Kroz treću tračnicu, postavljenu sa strane od osnovne dvije, teče napon od 420 V, dok kroz srednju, postavljenu središnje između osnovne dvije, teče napon od -210 V. Ukupna rezultanta je 620 V. Prednosti ovakvog sustava su brojne, ali je on prvenstveno razvijen jer je većina dubinskih tunela u velikoj mjeri od čelika, kome bi sustav tri tračnice nanosio štetu putem električnog udara ili elektrolizom.

### Tipovi linija
Razlikuju se dva osnovna tipa linija: dubinske i podpovršinske. Prve su relativno novijeg datuma, koriste vrlo uske tunele (širine oko 3.6 m) na dubini od oko 20 m. Najveća dubina na kojoj trenutno postoji linija je na jednoj dionici Northern linije i iznosi čak 67.4 m ispod zemlje. Jubilee linija ima dionicu s najvećom depresijom – nalazi se 32 metra ispod razine mora. Podpovršinske linije su najstarije, građene su cut-and-cover metodom i nalaze se oko 5 metara ispod površine. Tuneli su obično široki i u jednom tunelu se najčešće nalaze dva kolosijeka za oba smjera.
Gotovo sve linije na jednom dijelu izlaze na površinu. Izuzetak su linije Victoria i Waterloo and City. Prva je (osim njenog depoa) potpuno pod zemljom; dok druga, jer je vrlo kratka i cijelom duljinom ispod gusto izgrađenog centralnog Londona, zapravo i ne može izaći na površinu (čak je i depo podzeman). Sve druge linije su izvan središnjeg Londona izgrađene na površini.
| Naziv linije       | Boja          | Tip                 | Datum otvaranja prvog dijela | Dužina    | Broj stanica | Milijuna putnika godišnje |
| Bakerloo           | Smeđa         | Dubinska            | 10. ožujka 1906.             | 23,2km    | 25           | 95.947                    |
| Central            | Crvena        | Dubinska            | 30. srpnja 1900.             | 74km      | 49           | 183.512                   |
| Circle             | Žuta          | Podpovršinska       | 1884.(1868.)                 | 22,5km    | 27           | 68.485                    |
| District           | Zelena        | Podpovršinska       | 24. prosinca 1868.           | 64km      | 60           | 172.879                   |
| East London        | Narančasta    | Podpovršinska       | 1869.                        | 8km       | 9            | 10.429                    |
| Hammersmith & City | Ružičasta     | Podpovršinska       | 1864.                        | 26,5km    | 28           | 45.845                    |
| Jubilee            | Srebrna       | Dubinska            | 1. svibnja 1979.             | 36,2km    | 27           | 127.584                   |
| Metropolitan       | Ljubičasta    | Podpovršinska       | 1868.                        | 66,7km    | 34           | 53.697                    |
| Northern           | Crna          | Dubinska            | 1890.                        | 58km      | 50           | 206.734                   |
| Piccadilly         | Tamnoplava    | Dubinska            | 15. prosinca 1906.           | 71km      | 52           | 176.177                   |
| Victoria           | Svijetloplava | Dubinska            | 1968.                        | 21km      | 16           | 161.319                   |
| Waterloo & City    | Tirkizna      | Dubinska            | 1898.                        | 2,4km     | 2            | 9.616                     |
| Elisabeth          | nepoznato     | vjerojatno Dubinska | 2018.                        | nepoznato | nepoznato    | nepoznato                 |

### Veze s drugim prijevoznim sredstvima
Veliki broj linija ima poveznice s gradskom željeznicom uz minimalno presjedanje. Piccadilly linija pruža vezu s londonskom zračnom lukom Heathrow. Niz linija opslužuje stanicu King's Cross St. Pancras odakle polaze međunarodni Eurostar vlakovi. Metro pruža vezu i s DLR-om (Docklands Light Railway), sustavom lakog metroa koji prvenstveno povezuje istočni London.

## Stanice
Londonski metro ima ukupno 270 stanica. Četrnaest se nalazi izvan M25 prstena, općeprihvaćene granice Šireg Londona. Većina stanica u središnjem Londonu je ispod zemlje, tako da sve stanice sveukupno imaju 412 pokretnih stepenica. One se namjenski prave za svaku pojedinačnu stanicu i na svaki sat, svaka od njih preveze približno 13.000 ljudi. Najdublja stanica je Hampstead na 58,5 metara ispod zemlje.
Posebno su zanimljive stanice na proširenjima Jubilee linije u čijem dizajniranju su sudjelovali timovi najpoznatijih svjetskih arhitekata. Te stanice su dobile niz priznanja za dizajn. Za proširenje linije i današnji izgled stanica potrošeno je 3,5 milijardi funti (oko 5,3 milijardi eura). Sve stanice na ovoj liniji su dostupne osobama s invaliditetom.

## Tarifni sustav
Područje Londona je u smislu javnog prijevoza podeljeno u devet zona. Sve linije u nekom trenutku ulaze u prvu zonu – odnosno najuži centar Londona.
Na ponudi je niz različitih karti od kojih su mnoge orijentirane prema turistima. Moguće je kupiti kartu isključivo za metro (u trajanju od jednog dana ili više, za željeni broj zona) ili tzv. Travelcard koja omogućava upotrebu svih sredstava javnog prijevoza u izabranim zonama uključujući i standardne željezničke linije.
Zanimljiva je i činjenica da su prvi automatski uređaji za izdavanje karti bili u upotrebi već 1908. godine.
U slučaju neposjedovanja karte izriče se kazna od 10 funti.

## Vanjske poveznice
- The London Underground  Arhivirana inačica izvorne stranice od 13. listopada 2008. (Wayback Machine) službena stranica
- Tube Guru interaktivna karta i vodič
- London metro map at metros.hu  Arhivirana inačica izvorne stranice od 24. veljače 2020. (Wayback Machine)